# Rècord
Rècord (derivat del llatí, a través de l'anglès,: recordari = recordar) denota quantificat d'alguna cosa, un objecte o un esdeveniment el fet que sigui "millor" que tots els corresponents valors comparables de serveis, articles o esdeveniments.
Els rècords mundials en les proves dels 100 metres lliures, per exemple, es refereixen al temps més curt, que mai s'hagi fet en aquesta cursa. A més dels rècords mundials hi ha rècords que s'han obtingut en certes zones (per exemple rècords europeus) o en un esdeveniment específic (per exemple en Jocs Olímpics).